# Egyptische Islamitische Jihad
De Egyptische Islamitische Jihad (EIJ) (Arabisch: الجهاد الإسلامي المصري ) is een Egyptische islamitische terreurorganisatie. De EIJ is actief sinds eind jaren 70 van de 20ste eeuw en is een afsplitsing van de Moslimbroederschap. Vanaf 1998 werkte EIJ formeel samen met Al Qaida, in juni 2001 zijn beide terreurorganisaties samengegaan.
De EIJ wordt door de Verenigde Naties bestempeld als verboden organisatie, in de Verenigde Staten, Europese Unie, Egypte en Rusland is de EIJ verboden. De Egyptische Islamitische Jihad opereert of opereerde ook onder de volgende namen: Al-Jihad al-Islami, Islamic Jihad, Jihad Group en New Jihad Group.

## Doel
Het oorspronkelijke doel van de organisatie was het omverwerpen van de seculiere Egyptische regering, teneinde deze te vervangen door een islamitisch regime. Vanaf de jaren 90 verbreedde de organisatie haar doel: sindsdien behoort ook het aanvallen van Amerikaanse en Israëlische doelen tot het doel van de EIJ. In een fatwa uit 1998 roept leider Ayman al-Zawahiri zijn strijders op tot een 'jihad tegen Joden en kruisvaarders'.

## Geschiedenis
Sinds de stichting van de Egyptische Republiek in 1952 zijn er organisaties – zoals de Moslimbroederschap – die het seculiere karakter van de Egyptische staat wilden vervangen door een islamitisch regime. In de jaren zeventig van de 20ste eeuw zwoer de Moslimbroederschap het geweld af, dit zeer tegen de zin van de meer militante leden. De Egyptische Islamitische Jihad splitste zich in die tijd af van de Moslimbroederschap. In 1979 werd de EIJ 'officieel' opgericht door Muhammad Abd al-Salam Farraj. Saïd Islam werd de eerste emir en geestelijk leider van de groep.

### Moordaanslag op Anwar Sadat
In 1981 was de EIJ verantwoordelijk voor de liquidatie van de toenmalige Egyptische president Anwar Sadat. Sadat trad streng op tegen de terroristen en was naar de mening van de EIJ ook te weinig anti-Israëlisch. Na de aanslag op Sadat werd de EIJ streng bestreden in Egypte. Een groot aantal EIJ-leden werd gevangengenomen of geliquideerd.

### Vlucht naar Afghanistan
Op de hielen gezeten door de Egyptische politie, vluchtten leden van de EIJ naar Pakistan en Afghanistan. Leden van de EIJ (waaronder leider Al-Zawahiri) vochten in Afghanistan aan de zijde van de Afghaanse moedjahedien tegen het Rode Leger (deze strijd duurde van 1979 - 1989). Uit die tijd dateren de banden met Al Qaida. De vervolging in Egypte leidde tot de verplaatsing van het hoofdkwartier naar Afghanistan in de jaren 80.
In de beginjaren werkte EIJ samen met Jamaat al-Islamiyya, een eveneens Egyptische militante organisatie. Beide organisaties bestreden het Egyptische bewind en vochten mee in de Afghaanse strijd tegen het Sovjetleger. Inmiddels verklaart de leiding van Jamaat al-Islamiyya het geweld te hebben afgezworen.

### Samengaan met Al Qaida
Vanaf 1991 werd de internationale tak van EIJ geleid door Ayman al-Zawahiri, al-Zawahiri besloot in juni 2001 de EIJ samen te voegen met Al Qaida. Tegelijkertijd nam de lokale vleugel van de IJ in Egypte echter steeds meer afstand van het terrorisme. De geestelijk leider Saïd Imam maakte in november 2007 bekend dat geweld tegen burgers in strijd is met de islam, en dat geweld tegen de burgerlijke staat slechts is toegestaan als deze kansrijk is. In andere gevallen is lijdelijk verzet aan te bevelen. Deelname aan de burgerlijke staat, zoals de Moslimbroederschap, is uitgesloten.

## Organisatie en werkwijze
De EIJ was en is opgebouwd als een blinde celstructuur. Een blinde celstructuur bestaat uit kleine cellen die elkaar niet of nauwelijks kennen. Ze opereren zelfstandig en kunnen door hun onbekendheid met elkaar, anderen niet aangeven mocht één cel opgepakt worden. Sinds de aansluiting bij Al Qaida in 2001 staat de Shuraraad (een religieus comité en het het hoogste orgaan binnen Al Qaida) aan het hoofd van de EIJ.
Het vervangen van het Egyptische seculiere regime door een islamitische regering is nog steeds een van de doelen van de EIJ. Hun aanslagen zijn daarom vaak tegen Egyptische overheids- en regeringsfunctionarissen gericht. Bij deze aanslagen maakt de EIJ veelal gebruik van autobommen.
Van 1992 tot circa 2000 kampte Egypte met een golf van geweld gericht tegen de overheid. Dit geweld werd veroorzaakt door de EIJ en rivaliserende gewapende milities. De EIJ was in die periode onder andere verantwoordelijk voor de mislukte aanslagen op de Egyptische minister van Binnenlandse zaken Hassan al-Alfi in augustus 1993 en op premier Atef Sedky in november 1993. Van 1992 tot 2000 kwamen er in Egypte 1.300 mensen om door aan terreurgroepen gelinkt geweld.
De EIJ was in die periode ook verantwoordelijk voor geweld buiten Egypte, zoals de aanslag op de Egyptische ambassade in Islamabad, Pakistan in 1995. Deze aanslag eiste 17 doden. Al sinds de jaren 90 pleegt de EIJ bovendien aanslagen in opdracht van en uit naam van Al Qaida, zo was een van de kapers van de aanslagen in New York op 11 september 2001, Mohammed Atta, lid van de EIJ.